# Masakra w Kefar Azza
Masakra w Kefar Azza – masakra dokonana 7 października 2023 roku przez bojowników rządzącego Strefą Gazy palestyńskiego ugrupowania Hamas na mieszkańcach izraelskiego kibucu Kefar Azza, leżącego 3 km od granicy Izraela ze Strefą Gazy. Stanowiła część ataku Hamasu na Izrael, który zapoczątkował wojnę Izraela z Hamasem.
Kibuc Kefar Azza był jednym z najbardziej dotkniętych atakiem Hamasu z 7 października miejsc. Po dostaniu się do kibucu bojownicy Hamasu zabijali lub uprowadzali jako zakładników jego mieszkańców. Angażowali się także w strzelaniny z przybyłymi do kibucu jednostkami Sił Obronnych Izraela, którym odzyskanie pełnej kontroli nad tym obszarem zajęło 2,5 dnia. Według stanu na 16 października 2023 roku podczas masakry w Kefar Azza życie straciły co najmniej 52 osoby, potwierdzone było uprowadzenie 7 osób, zaś 13 uznawano za zaginione, a ich los pozostawał nieznany.
W pierwszych dniach po wydarzeniach w Kefar Azza w mediach pojawiały się twierdzenia o wielu okrucieństwach Hamasu, głównie w postaci odcinania głów i palenia żywcem ofiar, przede wszystkim dzieci i niemowląt, a wśród powtarzających je osób były także źródła rządowe. W serwisach społecznościowych rozprzestrzeniał się głównie zarzut o odcięciu głów 40 dzieciom z kibucu. Chociaż w kibucu faktycznie doszło do bezwzględnego mordowania ludności cywilnej, później okazało się, że wiele z przerażających twierdzeń dotyczących wydarzeń w Kefar Azza było fałszywych lub miało charakter dezinformacji. Izraelska agencja do spraw zabezpieczenia społecznego Bituah Leumi podała do publicznej wiadomości, że spośród 46 cywilów zabitych w Kefar Azza najmłodszy miał 14 lat, a więc nie było wśród nich niemowląt czy małych dzieci.

## Opis
Liczący około 750 mieszkańców i położony 3 km od granicy Izraela ze Strefą Gazy kibuc Kefar Azza znalazł się wśród miejsc najbardziej dotkniętych atakiem Hamasu na południowy Izrael 7 października 2023 roku, który przerodził się w wojnę Państwa Izrael z Hamasem. Atak na kibuc rozpoczął się o poranku 7 października i został przeprowadzony przez bojowników Hamasu z czterech kierunków, zaczynając od tzw. „dzielnicy młodych” po zachodniej stronie, zamieszkałej głównie przez młode rodziny i położonej najbliżej Strefy Gazy. W jednym z miejsc ogrodzenie kibucu zostało sforsowane przez bojowników prawdopodobnie przy pomocy maszyny do robót ziemnych, po czym przez powstałą wyrwę na teren Kefar Azza wdarły się dziesiątki uzbrojonych mężczyzn. Całkowita liczba szturmujących kibuc bojowników została oszacowana na około 70, a niektórzy z nich dostali się na przedmiotowy teren motocyklami i paralotniami. Ich uzbrojenie stanowiły karabinki Kałasznikowa, granatniki przeciwpancerne i granaty ręczne. Bojownicy udokumentowali atak na kibuc materiałem wideo, który następnie opublikowali na swoim kanale w komunikatorze Telegram.
Zgodnie z późniejszą relacją izraelskiego generała dywizji Itaja Weruwa bojownicy Hamasu zabijali mieszkających w kibucu mężczyzn, kobiety, dzieci, całe młode rodziny w ich łóżkach, domowych schronach, jadalniach i ogrodach. Według późniejszych doniesień medialnych, niektórym ze swoich ofiar odcięli głowy, a znajdowane były także ciała ze związanymi rękami lub doszczętnie spalone. Pewnych mieszkańców kibucu bojownicy uprowadzili i zabrali do Strefy Gazy jako zakładników. Wiele z domów w Kefar Azza członkowie Hamasu ostrzeliwali lub podpalali, ponadto podpalali także samochody stojące na ulicach. Podpalenia domów miały na celu zmuszenie ich mieszkańców do ich opuszczenia, jednak, jak powiedział jeden z izraelskich oficerów, „wielu wolało umrzeć w pożarach… niż zostać zabitymi przez terrorystów”. Jeden z ocalałych z masakry, Awidor Schwartzman, powiedział później agencji prasowej Reuters, że 7 października 2023 roku około 6:30 obudził go huk rakiet i że wraz z żoną oraz roczną córką przeniósł się do domowego schronu godzinę później po otrzymaniu obejmującej cały kibuc wiadomości, w której informowano o niebezpieczeństwie na zewnątrz. Następnie Schwartzman z rodziną przez blisko 21 godzin przebywali zabarykadowani w schronie, dopóki nie zostali odnalezieni przez izraelskich żołnierzy. Przez cały ten czas słyszeli strzelaniny, wybuchy bomb i alarmy. Gdy opuścili schron to, zgodnie z relacją Schwartzmana: „Wszędzie były ciała. Wszędzie martwe ciała. Widzieliśmy, jak nasz mały kawałek raju, nasz mały kawałek nieba został całkowicie spalony – spalony i wszędzie było pełno krwi”. Generał Weruw powiedział, że niewielki oddział ochrony kibucu składający się z posiadających broń palną mieszkańców zebrał się w zachodniej części kibucu kiedy przybyli napastnicy i najwyraźniej walczył z nimi, jednak wielu jego członków nie przeżyło starcia.
Około 8:00 7 października 2023 roku do Kefar Azza przybyła elitarna jednostka mista’arawim Duwdewan, której żołnierze w ciągu następnych kilkudziesięciu godzin toczyli zacięte bitwy z bojownikami Hamasu, z kolei po 12 godzinach od rozpoczęcia ataku Hamasu na kibuc dotarła do niego Jednostka 71, doświadczony zespół spadochroniarzy. 10 października przedstawiciele Sił Obronnych Izraela oświadczyli, że pełną kontrolę nad kibucem Kefar Azza przejęli wieczorem poprzedniego dnia, po 2,5 dnia intensywnych walk. Tego samego dnia Siły Obronne Izraela wpuściły dziesiątki zagranicznych dziennikarzy do wyzwolonego kibucu, w którym obecnych było wiele śladów zbrodni Hamasu

## Ofiary
Według stanu na 16 października 2023 roku w kibucu Kefar Azza zamordowane zostały co najmniej 52 osoby, potwierdzone było uprowadzenie 7 osób, zaś 13 uznawano za zaginione, a ich los pozostawał nieznany. Jedną z ofiar śmiertelnych masakry w kibucu był izraelski filmowiec Jahaw Winner. Z kolei według izraelskiej agencji do spraw zabezpieczenia społecznego Bituah Leumi w Kefar Azza zginęło 46 cywilów, z których najmłodszy miał 14 lat. Wśród porwanych i zabranych do Strefy Gazy znaleźli się Alon Szamriz i Jotam Haim, którzy 15 grudnia 2023 roku zostali omyłkowo zastrzeleni przez izraelskich żołnierzy w trakcie działań wojennych w Szudżaiji, jednej z dzielnic miasta Gaza. W walkach z bojownikami Hamasu jednostka Duwdewan straciła 20 żołnierzy, zaś samych bojowników zginęły dziesiątki (20 wyeliminowali żołnierze jednostki Duwdewan).

### Sprawa dezinformacji na temat rozmiarów zbrodni Hamasu w kibucu
W pierwszych dniach po zaatakowaniu kibucu Kefar Azza przez Hamas 7 października 2023 roku niektórzy izraelscy żołnierze, a także szef operacji w południowym regionie ZAKA, izraelskiej służby poszukiwawczo-ratowniczej, powiedzieli izraelskiej telewizji i24NEWS i amerykańskiej telewizji CBS News że na terenie kibucu po jego wyzwoleniu widzieli ciała dzieci, w tym niemowląt, z odciętymi głowami. 12 października biuro premiera Izraela Binjamina Netanjahu opublikowało na Twitterze (X) kilka zdjęć mających przedstawiać spalone żywcem lub pozbawione głowy niemowlęta w kibucu Kefar Azza z podpisem mówiącym, że są to „niektóre ze zdjęć, które premier Binjamin Netanjahu pokazał sekretarzowi stanu USA Antony’emu Blinkenowi”. Blinken potwierdził później w rozmowie z izraelskimi reporterami, że rzeczywiście pokazano mu zdjęcia z masakry w kibucu, na których widział m.in. ciała żołnierzy Sił Obronnych Izraela z odciętymi głowami. Niemniej jednak rano 12 października w rozmowie z amerykańską telewizją CNN izraelski urzędnik powiedział, że rząd jego kraju nie potwierdził doniesień o ścięciach w południowym Izraelu; podobnie wypowiedział się w tej sprawie tego samego dnia wyższy rangą urzędnik Departamentu Stanu USA. Z kolei poprzedniego dnia wieczorem prezydent USA Joe Biden powiedział, że widział fotograficzne dowody przedstawiające bojowników Hamasu odcinających głowy dzieciom. Biały Dom wyjaśnił później, że Biden miał na myśli doniesienia prasowe o dekapitacjach, które jednak nie zawierały dowodów fotograficznych ani nie odwoływały się do nich. Zdaniem wypowiadającego się dla amerykańskiej telewizji NBC News Marca Owena Jonesa, profesora nadzwyczajnego studiów bliskowschodnich na Uniwersytecie Hamada ibn Chalify w Katarze, zajmującego się badaniem dezinformacji, źródłem zarzutów o „40 ściętych dzieciach” w dużej mierze był viralowy izraelski klip informacyjny, który jednak nie odnosił się konkretnie do zarzutu. Nicole Zedeck, korespondentka izraelskiej telewizji informacyjnej i24NEWS, powiedziała w materiale filmowym, że izraelscy żołnierze poinformowali ją, że znaleźli „dzieci z odciętymi głowami”. Zgodnie z licznikiem wyświetleń serwisu Twitter (X), wideo w tym serwisie obejrzano ponad 11 milionów razy. Na tym samym serwisie Zedeck napisała, że dowiedziała się od żołnierzy, że „zabito 40 niemowląt/dzieci”. Później m.in. w serwisach społecznościowych zarzuty wobec Hamasu o ścinanie głów dzieciom powtarzały różne znane osoby, jak np. amerykański senator Ted Cruz. Jones odkrył, że twierdzenie „ścięto 40 dzieci” miało ponad 44 miliony wyświetleń w serwisie Twitter (X), ponad 300 tysięcy polubień i ponad 100 tysięcy ponownych wpisów, a pozyskane przez profesora dane wykazały, że głównymi kontami propagującymi to twierdzenie były te należące do telewizji i24NEWS i do władz izraelskich, mimo że rzecznik Sił Obronnych Izraela Doron Spielman powiedział 10 października NBC News, że nie może potwierdzić doniesień i24NEWS. Do 12 października CNN szczegółowo przejrzała treści mediów internetowych, aby zweryfikować okrucieństwa powiązane z Hamasem, ale nie znalazła żadnych dowodów na poparcie tez o pozbawionych głowy dzieciach. 4 grudnia izraelski dziennik „Ha-Arec” poinformował, że „niezweryfikowane historie były rozpowszechniane przez izraelskie grupy poszukiwawczo-ratownicze, oficerów armii, a nawet Sarę Netanjahu”. Dziennikarze „Ha-Arec”, Nir Hasson i Liza Rozovsky, przedstawili chronologię doniesień prasowych na temat „dzieci ze ściętymi głowami” i „powieszonych dzieci” i doszli do wniosku, że „ta historia jest fałszywa”. Zacytowali Iszaja Coena, dziennikarza ultraortodoksyjnego portalu Kikar Hashabbat, który przyznał, że popełnił błąd, bezkrytycznie akceptując twierdzenia Sił Obronnych Izraela. „Ha-Arec”poinformował również, że niektóre zeznania pochodziły od oficerów rezerwy.
Według izraelskiej agencji do spraw zabezpieczenia społecznego Bituah Leumi najmłodsza z ofiar masakry w Kefar Azza miała 14 lat, co oznacza, że wśród zabitych mieszkańców tego kibucu nie było niemowląt ani małych dzieci. Faktem natomiast jest, że w wielu miejscach południowego Izraela zaatakowanych przez Hamas 7 października bojownicy tej palestyńskiej organizacji dopuszczali się licznych okucieństw, w tym odcinania głów swoim ofiarom, także dzieciom, na poparcie czego poniżej podano przykłady.
14 października 2023 roku jeden z wolontariuszy służby ZAKA powiedział, że w bazie wojskowej leżącej niedaleko na północ od Tel Awiwu, gdzie przetwarzano ciała ofiar ataku Hamasu na południowy Izrael 7 października, widział ciała dzieci z poważnymi obrażeniami i poparzeniami, a niektórym ścięto głowy, chociaż nie było jasne w jaki sposób.
20 października internetowe wydanie izraelskiej gazety „The Jerusalem Post” opublikowało przedrukowany z portalu themedialine.org artykuł o działalności Narodowego Centrum Medycyny Sądowej (Abu Kabir) w Tel Awiwie dotyczącej identyfikacji ciał ofiar ataku Hamasu z 7 października. W artykule znalazła się wypowiedź szefa Abu Kabir dr Chena Kugela, który stwierdził, że wiele ciał ofiar ataku Hamasu, w tym dzieci, było pozbawionych głów, a zapytany, czy odcięto im głowy, Kugel odpowiedział, że tak, jednocześnie dodając, że trudno było ustalić czy głowy odcięto przed śmiercią, czy po niej, a także w jaki sposób je odcięto, „czy przy pomocy noża, czy zostały zdmuchnięte wystrzałem z RPG”.
23 października izraelskie władze pokazały 43-minutową kompilację materiałów wideo pochodzących z kamer systemów bezpieczeństwa, kamer nasobnych używanych przez napastników Hamasu, kamer na deskach rozdzielczych pojazdów, kamer z telefonów komórkowych, a także zamieszczonych na kontach w mediach społecznościowych podczas prywatnego pokazu dla kilkudziesięciu zagranicznych dziennikarzy w bazie wojskowej w Tel Awiwie, zorganizowanego w celu przeciwstawienia się próbom zaprzeczania lub bagatelizowania skali okrucieństw Hamasu. Tworzące kompilację materiały obejmowały zabójstwa dzieci i ścięcia głów niektórym ofiarom, w tym próbę odcięcia głowy osobie, która wyglądała na wciąż żywą, za pomocą motyki ogrodowej i nieruchome obrazy pozbawionego głowy izraelskiego żołnierza.